# ピストルオペラ
『ピストルオペラ』は 2001年公開の日本映画。監督は鈴木清順で、主演を江角マキコが務めた。上映時間112分。製作発表時点のタイトルは『殺しの烙印 ピストルオペラ』だった。
1967年の『殺しの烙印』の後日談と呼ばれる“極彩色のフィルム・ノワール”。全編にちりばめられたアーティスティックな映像が特徴的。第58回ヴェネツィア国際映画祭アウト・オブ・コンペ部門正式招待作品。同映画祭では「偉大なる巨匠に捧げるオマージュの盾」を受賞。キャッチコピーは「ミンナ、オダブツ!」。

## ストーリー
拳銃を「あたしの男」と呼ぶ、殺し屋組織「ギルド」のNO.3である皆月美有樹（通称：野良猫）は、ある日組織の代理人から殺しの依頼を受ける。しかし連絡の行き違いから、美有樹は別の幹部を殺してしまう。やがて組織のNO.1である百眼の殺しを依頼された美有樹だが、誰も百眼の顔を知らず、美有樹自身も一向に姿を見せない百眼に追いつめられていく。

## スタッフ
- 監督：鈴木清順
- 脚本：伊藤和典
  - 脚本協力：具留八介、橋本以蔵、久保直樹、猪爪慎一
- 撮影：前田米造
- 音楽：こだま和文
- 美術：木村威夫
- 特撮・タイトルバック：樋口真嗣
- 照明：矢部一男
- 音響：岩浪美和
- 音響効果：神保大介
- 衣裳：長町佳奈子
- 特殊造型：原口智生、山田陽
- 操演：小林正巳、船越幹雄
- ガン・エフェクト：武居正純、吉田宗生
  - ガン・エフェクト応援：BIGSHOT(納富紀久男、唐沢裕一)
- スタントコーディネイター：KATO
- ボディスタント：門脇亨、永嶋美佐子
- カースタント：ウェルムーブ(佐藤秀美)
- 動物コーディネイト：市原ぞうの国
- 整音：東京テレビセンター
- 特別協力：ソニーPCL
- エグゼクティブプロデューサー：小澤俊晴、宮島秀司、石川博、菅原章
- プロデューサー：小椋悟、片嶋一貴
- 製作プロダクション：小椋事務所
- 製作：日本ビクター、松竹、衛星劇場、テレビ東京、電通、スパイク、小椋事務所

## キャスト
| - 江角マキコ：皆月美有樹（殺し屋No.3） - 山口小夜子：上京小夜子 - 韓英恵：少女・小夜子 - 永瀬正敏：黒い服の男（殺し屋No.1?） - 樹木希林：りん - ヤンB・ワウドストラ：白人の男（殺し屋No.5） - 渡辺博光：車椅子の男（殺し屋No.4） - 加藤善博：情報屋の男 - 柴田理恵：女剣劇の役者 - 青木富夫：劇場の男 - 小杉亜友美：ターゲットの女 - 上野潤：若い男 - 乾朔太郎（渡辺謙作）：ダンスホールの男 - 三原康可：殺し屋NO.6 - 田中要次：殺し屋NO.7 - 加藤照男：殺し屋NO.8 | - 森下能幸：殺し屋NO.9 - 木村慶太：ボディーガードNO.1 - 鈴木康介：ボディーガードNO.2 - 藤井かほり：明石町の女 - 上野昻志：和服の男 - 城戸光晴、原田悦嗣：とび職人 - 鈴木重男：宅配便屋 - 茂木香、背戸口里絵：尼僧 - 成田裕介、阿部能丸、高橋洋、島田元：亡霊 - 神田裕司：拳銃の声 - 東大路昌弘、森田優一、西山隆行：剣劇の役者 - シンゴ&アスカ ダンシングチーム：ダンサー - Sal Vanilla：白塗りの男 - 加藤治子：折口静香 - 沢田研二：東京駅の男（殺し屋No.2） - 平幹二朗：花田五郎（元殺し屋No.1） |

## 公開
2001年10月27日、松竹系公開。